# Antonin Guigonnat
Antonin Guigonnat, född 2 juli 1991, är en fransk skidskytt som debuterade i världscupen i mars 2014. Hans första pallplats i världscupen kom i och med tredjeplatsen i sprint den 15 december 2017 i Annecy i Frankrike.